# (1376) Michelle
(1376) Michelle es un asteroide perteneciente al cinturón de asteroides descubierto el 29 de octubre de 1935 por Guy Reiss desde el observatorio de Argel-Bouzaréah, Argelia.

## Designación y nombre
Michelle se designó al principio como 1935 UH.
Más tarde, fue nombrado en honor de la tercera hija del descubridor.

## Características orbitales
Michelle está situado a una distancia media de 2,228 ua del Sol, pudiendo alejarse hasta 2,709 ua. Tiene una inclinación orbital de 3,551° y una excentricidad de 0,2161. Emplea 1215 días en completar una órbita alrededor del Sol.